# Václav
Václav je staré jméno slovanského původu a znamená Více slavný, slavnější (pračesky Veceslav). Jméno se vyvinulo z původního Vęceslavъ, stejně jako jméno Věnceslav. Stejný význam má i jméno Boleslav. Podle českého občanského kalendáře se jeho svátek slaví 28. září, stejně jako jeho ženská obdoba, Václava. Domácká podoba křestního jména Václav je Vašek.

## Statistické údaje
Následující tabulka uvádí četnost jména v ČR a pořadí mezi mužskými jmény ve srovnání dvou roků, pro které jsou dostupné údaje MV ČR – lze z ní tedy vysledovat trend v užívání tohoto jména:
| Rok       | Četnost     | Pořadí   |
| 1999      | 157769      | 10.      |
| 2002      | 152582      | 11.      |
| Porovnání | o 5187 méně | o 1 hůře |
| 2006      | 142832      | 12.      |
| 2007      | 140878      | 12.      |
| 2009      | 137247      | 12.      |
| 2010      | 136167      | 12.      |
| 2011      | 132948      |          |
| 2012      | 130976      |          |
| 2013      | 129106      | 17.      |

Změna procentního zastoupení tohoto jména mezi žijícími muži v ČR (tj. procentní změna se započítáním celkového úbytku mužů v ČR za sledované tři roky 1999–2002) je −2,6 %, což svědčí o poměrně značném úbytku obliby tohoto jména.
V roce 2006 se podle údajů ČSÚ jednalo o 24. nejčastější mužské jméno u novorozenců.

## Podomácku
Nejpoužívanější domácí obdoby jména Václav jsou Vašek, Vašík, Vašíček nebo Váša. Často se i používají obdoby jako Venda, Venouš nebo Véna, ty však vycházejí ze jména Vendelín. Venca vychází ze jména Venceslav nebo z německé obdoby Wenzel [Vencl].

## Václav v jiných jazycích
- Anglicky: Wenceslaus, Wenceslas
- Bulharsky: Venceslav (Венцеслав)
- Čínsky: Wǎcílāfū (瓦茨拉夫)
- Francouzsky: Venceslas
- Nizozemsky: Wenceslaus
- Italsky: Venceslao
- Latinsky: Wenceslaus
- Maďarsky: Vencel
- Německy: Wenzel
- Polsky: Wacław, Więcesław
- Rusky: Vjačeslav (Вячеслав)
- Slovensky: Václav
- Slovinsky: Venčeslav
- Španělsky: Wenceslao
- Rumunsky: Veaceslav
- Portugalsky: Venceslau

## Významní Václavové

### Panovníci
- Svatý Václav
- Václav II., český kníže
- Václav I. Jednooký
- Václav II. – český a polský král
- Václav III. – český, polský a uherský král
- Karel IV., křtěný Václav
- Václav IV.
- Václav Jindřich Olomoucký – syn českého knížete Svatopluka
- Václav Přemyslovec – syn českého knížete Boleslava II. a nástupce trůnu

### Prezidenti
- Václav Havel
- Václav Klaus

### Ostatní
- Vácslav Babička – český archivář
- Václav Bedřich – český výtvarník, animátor, režisér
- Václav Bělohradský – český filosof
- Václav Brožík – český malíř
- Václav Daněk – český básník a překladatel
- Václav Hájek z Libočan – český kněz, spisovatel a kronikář
- Vácslav Havel – český podnikatel ve stavebnictví a architekt
- Václav Hollar – český grafik
- Václav Holzknecht – český hudebník
- Václav Hrabě – český básník
- Václav Hudeček – český houslista
- Václav Chalupa – český sportovec, veslař
- Václav Chaloupek – český režisér, scenárista, redaktor, autor dětských večerníčků o zvířátkách
- Václav Chaloupka – český žokej a dostihový trenér
- Vácslav Jansa – český malíř
- Václav Jehlička – český politik
- Václav Koubek – český písničkář
- Václav Kotva – český herec
- Václav Kopta – český herec
- Václav Kozák – český sportovec, veslař
- Václav Matěj Kramerius – český spisovatel a nakladatel
- Václav Kruta – francouzský archeolog a universitní profesor
- Václav Morávek – český válečný odbojář
- Václav Malý – katolický kněz, biskup
- Václav Tomáš Matějka – český skladatel a kytarista
- Václav Milík – plochodrážník
- Josef Václav Myslbek – český sochař
- Václav Neckář – český zpěvák a herec
- Václav Nelhýbel – český skladatel
- Václav Neumann – český dirigent
- Václav Patejdl – slovenský zpěvák
- Jan Václav Pohl – český jazykový purista
- Václav Postránecký – český herec
- Vácslav Podhradský z Vlčí Hory – rytíř a šlechtic a vlastníka tvrze Bělče
- Václav Prospal – hokejista v NHL
- Václav Rabas – český malíř
- Václav Rabas (varhaník) – český varhaník
- Václav Renč – český básník a dramatik
- Václav Jan Rosa – český jazykovědec a básník
- Vácslav Řezníček – český spisovatel
- Václav Smil – český vědec
- Václav Štěpán – český skladatel
- Václav Talich – český dirigent
- Václav Thám – český dramatik a divadelník
- Václav Trégl – český herec
- Václav Jan Tomášek – český pedagog a skladatel
- Vácslav Vojáček – středoškolský profesor, autor Velkého latinsko-česko-německého slovníku
- Václav Voska – český herec
- Václav Vorlíček – český režisér a scenárista
- Václav Varaďa – hokejista v NHL
- Václav Vydra – český herec a režisér, ředitel Národního divadla 1945–1949, narozený 1876
- Václav Vydra – český herec, narozený 1902
- Václav Vydra – český herec, narozený 1956

## Zahraniční nositelé
- Venceslau Brás – brazilský politik a advokát
- Vjačeslavs Duhanovs – desetibojař
- Wenceslao Fernández Flórez – španělský spisovatel a žurnalista
- Venceslaus Ulricus Hammershaimb – religionista, spisovatel a lingvista
- Vjačeslav Kravcov – ukrajinský košíkář
- Wenceslao Paunero – argentinský politik a voják
- Venceslao Pieralisi – italský filosof a teolog
- Wenceslas Seweryn Rzewuski – polský orientalista
- Wacław Sierpiński – polský matematik
- Venceslao Spaletti – italský politik
- Wenzeslaus von Thun – německý katolický biskup

### Jiní Václavové
- Václav, postava z opery Prodaná nevěsta

### Václav jako příjmení
- Erich Václav – český lesník a pedagog